# Dół środkowy czaszki

Dół środkowy czaszki oznaczony na zielono.

Dół środkowy czaszki (łac. fossa cranii media) – w anatomii człowieka dół na powierzchni wewnętrznej podstawy czaszki. Z przodu od dołu przedniego czaszki oddzielają go tylne brzegi skrzydeł mniejszych kości klinowej i przedni brzeg bruzdy skrzyżowania wzrokowego, z tyłu – od dołu tylnego czaszki – górne brzegi części skalistych kości skroniowych i brzeg grzbietu siodła tureckiego. Wąska część środkowa dołu środkowego czaszki tworzona jest przez trzon kości klinowej, a dwie szerokie części boczne trzorzą skrzydła większe kości klinowe, część łuskowa i przednia powierzchnia piramidy kości skroniowej. W odcinku środkowym leży przysadka mózgowa, na częściach bocznych płaty skroniowe mózgu.